# La Estancia (Kurzfilm)
La Estancia ist ein paraguayischer Kurzfilm von Federico Adorno aus dem Jahr 2014. Weltpremiere war am 2. Mai 2014 bei den Internationalen Kurzfilmtagen in Oberhausen.

## Handlung
La Estancia: Bauern suchen ihre vermissten Verwandten. Leben sie oder sind sie tot? Im Wald verstecken sich Überlebende, die unter Schock stehen.

## Kritiken
„Konstruiert als eine Reihe subtiler Tableaus, ist dieser Film eine fundierte Kritik systematischer Unterdrückung. Ausgehend von einem Massaker in einem Disput um Landrechte in Paraguay, geht diese eindringliche Arbeit weit über den lokalen Kontext hinaus und wird zur Stimme des Kampfes für Grundfreiheiten.“

## Auszeichnungen
Internationale Kurzfilmtage Oberhausen 2014
- Großer Preis der Stadt Oberhausen